# Gare de Gala Yuzawa
La gare de Gala Yuzawa (ガーラ湯沢駅, Gāra-Yuzawa-eki) est une gare ferroviaire terminus du bourg de Yuzawa, dans la préfecture de Niigata au Japon. Elle est exploitée par la JR East. 

## Situation ferroviaire
La gare est située au point kilométrique (PK) 1,8 de la courte ligne Gala Yuzawa, qui fait officiellement partie de la ligne classique Jōetsu, mais qui est connectée à la ligne Shinkansen Jōetsu à la gare d'Echigo-Yuzawa.

## Histoire
La gare a été inaugurée le 20 décembre 1990.

## Service des voyageurs

### Accueil
La gare dispose d'un bâtiment voyageurs, avec guichets. Elle n'est ouverte que pendant la saison d'hiver pour desservir la station de ski Gala Yuzawa.

### Desserte
- Ligne Shinkansen Jōetsu :
  - voies 1 et 2 : direction Echigo-Yuzawa et Tokyo